# She's All I Ever Had
Albums de Ricky Martin
Livin' la vida loca
(1999) Shake Your Bon-Bon
(1999)
Clip vidéo
She's All I Ever Had
Bella
sur YouTube
She's All I Ever Had est une chanson du chanteur portoricain Ricky Martin extraite de son cinquième album studio, Ricky Martin, paru en mai 1999.
La chanson a également été publiée en single (dans la même année). C'était le deuxième single de cet album.
Elle a atteint la 8e place en Nouvelle-Zélandela, la 10e place en Finlande, la 18e place en Allemagne, la 19e place aux Pays-Bas, la 21e place en Suède, la 28e place en Australie, la 30e place en Wallonie (Belgique francophone), la 32e place en Flandre (Belgique néerlandophone) et la 34e place en Suisse.
La version espagnole de cette chanson, intitulée Bella (ou Bella [She's All I Ever Had]), a passé trois semaines à la 1re place du classement Hot Latin Songs du magazine américain Billboard en septembre 1999.